# Букаткін Микита Олександрович
Микита Олександрович Букаткін (біл. Мікіта Аляксандравіч Букаткін, рос. Никита Александрович Букаткин, нар. 7 березня 1988, Мінськ) — білоруський футболіст, півзахисник клубу «Іслоч».

## Кар'єра

### Клубна
Вихованець СДЮШОР «Динамо Мінськ», з 2005 року виступав за дубль солігорського «Шахтаря». З 2007 року почав потрапляти в основний склад, в 2008 році закріпився в основі.
У травні 2009 року разом з Олексієм Сучковим був відрахований з «Шахтаря» за порушення спортивного режиму, після чого перейшов в новополоцький «Нафтан». У сезоні 2012 став капітаном новополоцької команди (після Дмитра Верховцова) і виграв Кубок Білорусі 2012.
У грудні 2012 року підписав контракт з «Мінськом». У мінському клубі знову виграв Кубок Білорусі. Виступав переважно на позиції опорного півзахисника.
По закінченні сезону намагався працевлаштуватися в Росії, але в результаті в січні 2014 року перейшов в бобруйську «Білшину». У складі «Білшини» зазвичай грав на позиції атакуючого півзахисника. У червні 2014 року був відсутній через травму, пізніше повернувся в основний склад. В грудні 2014 року контракт з «Білшиною» був розірваний.
Ще восени 2014 року інтерес до Букаткіна виявляла краківська «Вісла», однак у підсумку Микита в лютому 2015 року відправився на перегляд до клубу «Машал» з Узбекистану і незабаром підписав з ним контракт.
З січня 2016 року перебував на перегляді в «Білшині». В лютому офіційно повернувся в бобруйський клуб, а в липні того ж року перейшов в брестське «Динамо», де закріпився як основний опорний півзахисник. У першій половині 2017 року залишався гравцем основи, іноді виконував функції капітана команди. У липні 2017 року контракт півзахисника з «Динамо» був розірваний.
Через деякий час після відходу з брестського клубу став тренуватися з «Іслоччю», з якою в серпні 2017 року підписав контракт. Закріпився в основі команди і допоміг їй за підсумками сезону 2017 року зберегти місце у Вищій лізі.

### Міжнародна
Грав за молодіжну збірну Білорусі, в тому числі на чемпіонаті Європи в Данії влітку 2011 року. Після грав також за олімпійську збірну.

## Досягнення
- Бронзовий призер чемпіонату Білорусі: 2007
- Володар Кубка Білорусі (3): 2011/12, 2012/13, 2016/17
- Фіналіст Кубка Білорусі (2): 2007/08, 2008/09
- Бронзовий призер молодіжного чемпіонату Європи: 2011

## Статистика виступів
| Сезон    | Дивізіон | Клуб           | Країна     | Матчі | Голи |
| -------- | -------- | -------------- | ---------- | ----- | ---- |
| 2005     | дубль    | Шахтар         | Білорусь   | 24    | 3    |
| 2006     | дубль    | Шахтар         | Білорусь   | 25    | 5    |
| 2007     | Д1       | Шахтар         | Білорусь   | 9     | 0    |
| 2008     | Д1       | Шахтар         | Білорусь   | 27    | 2    |
| 2009 (1) | Д1       | Шахтар         | Білорусь   | 5     | 0    |
| 2009 (2) | Д1       | Нафтан         | Білорусь   | 12    | 0    |
| 2010     | Д1       | Нафтан         | Білорусь   | 28    | 0    |
| 2011     | Д1       | Нафтан         | Білорусь   | 27    | 3    |
| 2012     | Д1       | Нафтан         | Білорусь   | 27    | 4    |
| 2013     | Д1       | Мінськ         | Білорусь   | 23    | 1    |
| 2014     | Д1       | Білшина        | Білорусь   | 26    | 1    |
| 2015     | Д1       | Машал          | Узбекистан | 27    | 2    |
| 2016 (1) | Д1       | Білшина        | Білорусь   | 12    | 0    |
| 2016 (2) | Д1       | Динамо-Берестя | Білорусь   | 13    | 0    |
| 2017 (1) | Д1       | Динамо-Берестя | Білорусь   | 13    | 1    |
| 2017 (2) | Д1       | Іслоч          | Білорусь   | 12    | 0    |